# 田中忠道
田中 忠道（たなか ただみち、1945年2月22日 - 2013年4月3日）は、福岡県出身のフリースタイルのレスリング選手である。階級は57kg級。

## 来歴
福岡県大牟田市出身。大牟田高校から法政大学に進んで、1966年の全日本選手権バンタム級(55kg級)で2位となった。アジア大会では優勝を飾った。卒業後に福岡大学の教員となると、1967年の世界選手権では4位だった。しかし、1968年のメキシコオリンピックには出場できなかった。1969年の世界選手権では57kg級で優勝を飾った。しかし、1972年の全日本選手権では2位となり、ミュンヘンオリンピック出場はならなかった。その後は福岡大学レスリング部部長として、後進の指導に当たった。
2013年4月から全日本学生レスリング連盟会長に就任したが、直後の4月3日、肝不全のため死去。68歳没。

## 主な戦績
- 1966年 - 全日本選手権　2位（バンタム級）
- 1966年 - アジア大会　優勝
- 1967年 - 世界選手権　4位（バンタム級）
- 1969年 - 世界選手権　優勝（57kg級）
- 1972年 - 全日本選手権　2位（57kg級）